# Сен-Марсель (станция метро)
Сен-Марсель (фр. Saint-Marcel) — станция линии 5 Парижского метрополитена, расположенная в XIII округе Парижа. Названа по бульвару Сен-Марсель, на котором расположена архиепархия Парижа. Рядом со станцией также располагаются бульвар Хопиталь с госпиталем Сальпетриер, Сад растений и Парижская соборная мечеть.

## История
- Станция была введена в эксплуатацию 2 июня 1906 года в составе первого участка нынешней линии 5 (Пляс д'Итали — Ке-де-ля-Рапе.
- Пассажиропоток по станции по входу в 2011 году, по данным RATP, составил 2 023 002 человек[2]. В 2013 году этот показатель снизился до 1853989 пассажиров (258 место по уровню входного пассажиропотока в Парижском метро)[3].

## В кино
Один из входов на станцию визуально упоминается в фильме «Через Париж» Клода Отан-Лара.

## Галерея

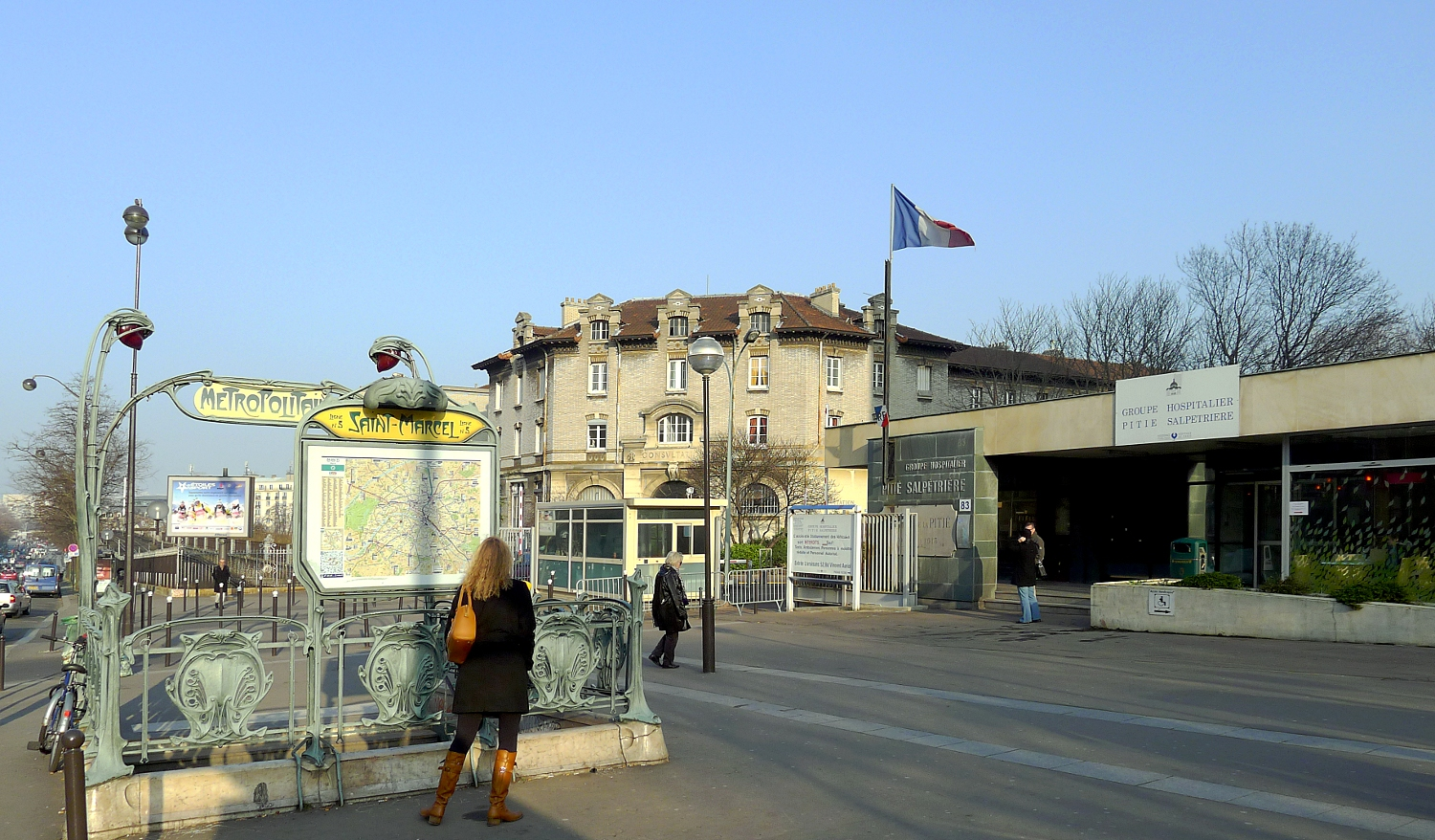
Лестничный сход в стиле Эктора Гимара, ведущий к Сальпетриеру